# 哈康縣 (南達科他州)
哈康縣（英語：Haakon County）是美國南達科他州中西部的一縣。面積4,732平方公里。根据美國2000年人口普查，共有人口2,196人。縣治菲利浦 （Philip）。
成立於1914年11月，縣政府成立於1915年2月8日。縣名紀念挪威國王哈康七世。